# Rejon żółkiewski
Rejon żółkiewski (ukr. Жовківський район), 1951–91 rejon nesterowski (укр. Нестеровський район) – dawna jednostka administracyjna Ukrainy, a wcześniej także Ukraińskiej Socjalistycznej Republiki Radzieckiej w Związku Socjalistycznych Republik Radzieckich, funkcjonująca w latach 1940–1941 i 1944–2020. Należał do obwodu lwowskiego. Siedzibą rejonu była Żółkiew (1951–91 Nesterow, ukr. Нестеров).
Według ukraińskiego spisu powszechnego z roku 2001 rejonie żyło 109 200 ludzi, w tym 800 Rosjan (0,7%) i 200 (0,2%) Polaków. Powierzchnia wynosiła 1295 km². W 2020 roku na terenie rejonu znajdowały się 3 miasta – Żółkiew, Rawa Ruska, Dublany, 2 miasteczka – Kulików i Magierów oraz 160 wsi.

## Historia
Rejon żółkiewski został utworzony 17 stycznia 1940 na podstawie dekretu Prezydium Rady Najwyższej USRR o podziale na rejony zachodnich obwodów USRR, kiedy to w obwodzie lwowskim utworzono 37 rejonów, między innymi żółkiewski. Rejon objął miasto Żółkiew oraz obszary zniesionych gmin Krechów, Mokrotyn i Wola Wysocka oraz północną część gminy Brzuchowice i fragment gminy Turynka (gromada Wiązowa). Obszary te należały przed wojną do powiatu żółkiewskiego w województwie lwowskim oraz częściowo do powiatu lwowskiego (część gminy Brzuchowice), tamże.
W 1946 roku rejon żółkiewski podzielony był na 17 rad: jedną miejską (Żółkiew) i 16 wiejskich: Chytrejki, Dobrosin, Fujna (z Majdanem), Glińsko, Krechów (z Rudą Krechowską), Kunin, Macoszyn, Mokrotyn (z Widrodżennią, do 1946 Mokrotyn Kolonia), Piły, Polany, Skwarzawa Nowa, Skwarzawa Stara, Soposzyn, Wiązowa, Wola Wysocka (z Lipiną) i Zameczek (stan na 1 września 1946).
W 1951 roku nazwę Żółkwi zmieniono na Nesterow, przez co rejon przemianowano na nesterowski.  
4 marca 1959 do rejonu nesterowskiego włączono część zniesionego rejonu kulikowskiego.
23 września 1959 do rejonu nesterowskiego włączono część zniesionego rejonu wielkomostowskiego.
W 1964 roku do rejonu nesterowskiego włączono część rejonu jaworowskiego, odpowiadającą prawie całemu obszarowi byłego rejonu rawskiego, włączonego do rejonu jaworowskiego 30 grudnia 1962.
5 lutego 1965 radę wiejską Seredkiewicz przeniesiono z rejonu nesterowskiego z powrotem do rejonu jaworowskiego
11 października 1991 przywrócono rejonowi jego pierwotną nazwę – rejon żółkiewski.
Rejon żółkiewski zlikwidowany w związku z reformą administracyjną w 2020 roku, kiedy to jego obszar wcielono w większości do nowego rejonu lwowskiego oraz częściowo do nowego rejonu czerwonogrodzkiego.

## Spis miejscowości
- Artasów[12] (Артасів)
- Babiji (Бабії)
- Biesiady[13] (Бесіди)
- Biszków[14] (Бишків)
- Błyszczywody[15][16][17][18][19] (Блищиводи)
- Bobroidy[20] (Боброїди)
- Bojaniec (Боянець)
- Borki[21] (Бірки)
- Borowe (Борове)
- Borowe (Борові)
- Bór Kuniński (Бір-Кунинський)
- Brzezina[22] (Березина)
- Bzinkowe Dumycze (Думичі)
- Buczmy[23] (Бучми)
- Budy[24] (Буди)
- Chytrejki (Хитрейки)
- Cytula (Цитуля)
- Czornije (Чорнії)
- Dąbrowa (Діброва)
- Dąbrówka (Дубрівка)
- Derewnia (Деревня)
- Dernówka (Дернівка)
- Dobrosin (Добросин)
- Doliny Małe (Малі Долини)
- Doliny Wielkie (Великі Долини)
- Doroszów Mały (Малий Дорошів)
- Doroszów Wielki (Великий Дорошів)
- Dublany (Дубляни)
- Dumy (Думи)
- Dziewięcierz (Дев'ятир)
- Dzibułki (Зіболки)
- Ehrenfeld (Чистопілля)
- Fujna (Фійна)
- Glińsko (Глинськ)
- Górki (Гірки)
- Grzęda (Гряда)
- Grzybowice Małe[25] (Малі Грибовичі)
- Grzybowice Wielkie[25] (Великі Грибовичі)
- Hałasie[26] (Галасі)
- Hołe Kamienieckie (Голокам'янка)
- Hołe Małe (Малий)
- Hołe Rawskie (Равське)
- Horany (Горяни)
- Horodzów (Городжів)
- Hory (Гори)
- Hrebeńce (Гребінці)
- Hrynczuki (Гринчуки)
- Hujcze (Гійче)
- Huta Obedyńska (Гута Обединська)
- Huta Zielona (Зелена Гута)
- Jonicze (Йоничі)
- Kaczmary (Качмарі)
- Kamienna Góra (Кам'яна Гора)
- Kamionka Nowa (Kamionka Budy, Нова Кам'янка)
- Kapeluch (Капелюх)
- Kazumin (Казумин)
- Kipki (Кіпті)
- Klebany (Клебани)
- Kopanka (Копанка)
- Kościejów (Костеїв)
- Koszelów (Кошелів)
- Kowale (Ковалі)
- Kozulka (Козулька)
- Krechów (Крехів)
- Kropy (Кропи)
- Kruta Dołyna (Chamy, Крута Долина)
- Krzywe (Криве)
- Kulawa (Кулява)
- Kulików (Куликів)
- Kunin (Кунин)
- Kupiczwola (Купичволя)
- Kutynicze (Кулиничі)
- Lipina (Липина)
- Lipnik (Липник)
- Lipniki (Липники)
- Lisowe (Лісове)
- Lubella (Любеля)
- Ławryków (Лавриків)
- Łosyny (Лосини)
- Łucyki (Луцики)
- Łuh (Луг)
- Łuszczyki (Лущики)
- Łużki (Лужки)
- Macoszyn (Мацошин)
- Magierów (Магерів)
- Majdan (Майдан)
- Malechów (Малехів)
- Małdryki (Мавдрики)
- Manasterek (Монастирок)
- Mierzwica (Мервичі)
- Milawa (Миляво)
- Mohylany (Могиляни)
- Mokrotyn (Мокротин)
- Kozulka (Козулька)
- Moszczana (Мощана)
- Nadycze (Надичі)
- Nahorce (Нагірці)
- Niwy (Ниви)
- Nowa Skwarzawa (Нова Скварява)
- Nowe Sioło (Нове Село)
- Okopy (Окопи)
- Olejarniki (Оліярники)
- Olszanka (Вільшанка)
- Opłytna (Оплітна)
- Pańczyszyny (Панчишини)
- Papiernia (Папірня)
- Piły (Пили)
- Piratyn (Пирятин)
- Pidrika (Підріка)
- Podderewenka (Піддеревенка)
- Podlesie (Підлісся)
- Podliski Małe (Малі Підліски)
- Pogorzelisko (Погарисько)
- Polany (Поляни)
- Pomłynów (Помлинів)
- Potylicz (Потелич)
- Przedmieście Wielkie (Велике Передмістя)
- Przedrzymichy Małe (Малі Передримихи)
- Przedrzymichy Wielkie (Великі Передримихи)
- Przemiwółki (Перемивки)
- Pulce (Пільце)
- Rata (Рата)
- Rawa Ruska (Рава-Руська)
- Ruda (Ruda Turyniecka, Руда)
- Ruda Krechowska (Руда-Крехівська)
- Rzyczki (Річки)
- Sarnówka (Сарнівка)
- Seńkowice (Синьковичі)
- Sieciechów (Ситихів)
- Smereków (Смереків)
- Soposzyn (Сопошин)
- Soroki (Сороки)
- Sośnina (Соснина)
- Srocze Łozy (Сорочі Лози)
- Stara Skwarzawa (Стара Скварява)
- Stara Wieś (Старе Село)
- Stroniatyn (Стронятин)
- Sulimów (Сулимів)
- Szabelnia[27] (Шабельня)
- Szkolary (Школярі)
- Ternów (Тернів)
- Turynka (Туринка)
- Udnów (Віднів)
- Weryny (Верини)
- Wiązowa (В'язова)
- Wichtie (Віхті)
- Widrodżennia (Mokrotyn Kolonia, Відродження)
- Wiesenberg (Візенберг)[28]
- Wola Wysocka (Воля-Висоцька)
- Wolica (Wólka Mazowiecka, Волиця)
- Wólka Hamulecka (Воля-Гомулецька)
- Zaborze (Забір'я)
- Zabród (Забрід)
- Za Górą (Гіркани)
- Zagórnie (Загір'я)
- Załozy (Залози)
- Zameczek (Замочок)
- Zamek (Замок)
- Zamkowe Dumycze (Думичі)
- Zarudce (Зарудці)
- Zarzyszcze (Зарище)
- Zaszków (Зашків)
- Zawadów (Завадів)
- Zawady (Завади)
- Zbieranka (Збиранка)
- Zubejki (Зубейки)
- Zwertów (Звертів)
- Żółkiew (Жовква)

## Miejscowości nieistniejące
- Biała
- Einsingen (Айнзінген) – kolonia niem.
- Kamionka Lasowa[29]
- Kamionka Wołoska
- Lipnik[30] – na płd. od Rawy Ruskiej
- Wólka Kunińska (Вілька Кунинська)